# Währinger Schubertpark

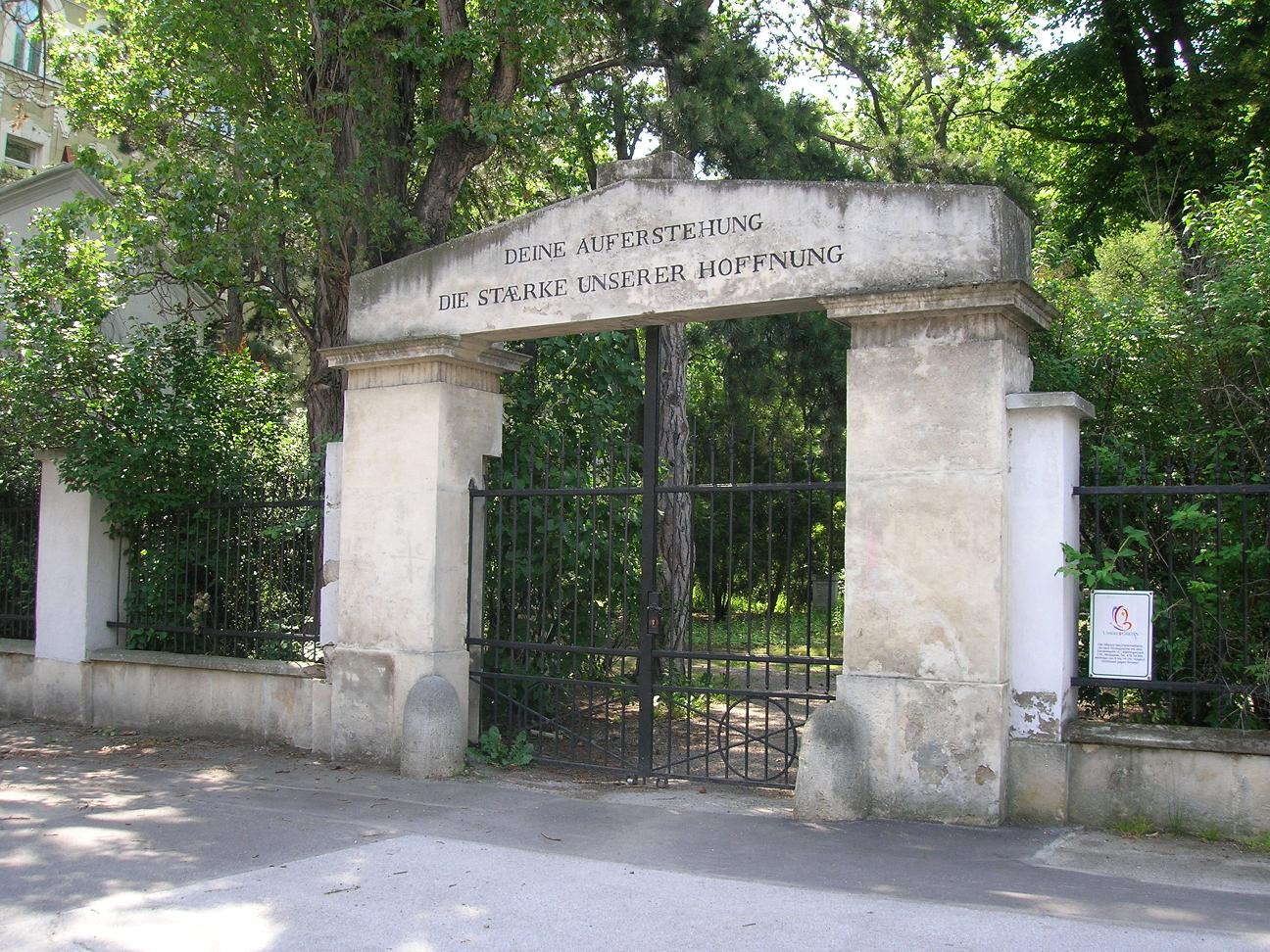
Ingången till den tidigare begravningsplatsen.

Währinger Schubertpark är en parkanläggning i Wiens 18:e bezirk Währing. Parken anlades 1924 på platsen för den tidigare begravningsplatsen Währinger Ortsfriedhofs. Här begravdes tonsättaren Franz Schubert 1828, men hans kvarlevor flyttades 1888 till Zentralfriedhof Wien. Schubertparken består av en yta om ca 14 000 km² och har den officiella adressen Währinger Straße 125. 